# Georgette d'Ydewalle
 (mai 2018).
Si vous disposez d'ouvrages ou d'articles de référence ou si vous connaissez des sites web de qualité traitant du thème abordé ici, merci de compléter l'article en donnant les références utiles à sa vérifiabilité et en les liant à la section « Notes et références ».
Georgette d'Ydewalle (née Georgette Ryelandt à Ostende le 14 mars 1906 et morte à Bruges le 30 mai 1980) est une peintre belge. 

## Biographie
Elle est la fille de Vincent Ryelandt (1874-1937) et de Renée Hollanders d'Ouderaen. En 1927, elle épouse le journaliste Charles van Outryve d'Ydewalle (1901-1985) et ils ont quatre fils.
Elle étudie à Gand aux Petites Sœurs des pauvres puis en 1921-1923 dans un couvent anglais de la ville de Bruges. Par ailleurs, elle a également suivi des cours à l'Académie de Gand avec Jan Frans de Boever.
Elle produit principalement des dessins et des illustrations de livres. Durant la période 1945-1950, elle travaille en collaboration avec Constant Permeke.
À la reconstruction de l'église Saint-Quentin dans le quartier Oostkerke, elle offre en 1965, un ensemble de dix-sept tableaux représentant les stations du chemin de Croix. 